# Muamer Vugdalič
Muamer Vugdalič est un footballeur international slovène né le 25 août 1977 à Ljubljana en Yougoslavie (aujourd'hui en Slovénie). Il évoluait au poste de défenseur central.

## Biographie
International, il reçoit 27 sélections en équipe de Slovénie de 1999 à 2003. Il fait partie de l'équipe slovène lors de la Coupe du monde 2002.

## Carrière
- 1994-1998 :  NK Olimpija Ljubljana
- 1998-2001 :  NK Maribor
- 2001 :  FC Chakhtar Donetsk
- 2001-2003 :  NK Maribor
- 2003-2004 :  NK Domžale
- 2005-2006 :  AEL Limassol
- 2006-2007 :  Niki Volos FC
- 2007 :  NK Interblock
- 2007-2008 :  FK Željezničar Sarajevo
- 2008-2009 :  NK Olimpija Ljubljana
- 2009-2010 :  NK Bela Krajina

## Palmarès
Avec Maribor :
- Champion de Slovénie en 1999, 2000, 2001, 2002, 2003
- Vainqueur de la Coupe de Slovénie en 1999

Avec l'Olimpija :
- Champion de Slovénie D2 en 2009